# Bernard Thomasson
Pour les articles homonymes, voir Thomasson.
 (mai 2023).
Si vous disposez d'ouvrages ou d'articles de référence ou si vous connaissez des sites web de qualité traitant du thème abordé ici, merci de compléter l'article en donnant les références utiles à sa vérifiabilité et en les liant à la section « Notes et références ».
Bernard Thomasson (né le 7 janvier 1962 à Brive-la-Gaillarde) est un journaliste de radio et écrivain français.

## Carrière à Radio Bleue puis France Info
Après ses premiers articles dans la presse écrite du Limousin (L’Écho, La Montagne) et certains journaux nationaux, Bernard Thomasson s'est rapidement tourné vers la radio, notamment France Bleu Limousin, et la télévision, en particulier France 3 Limousin-Poitou-Charentes en faisant partie de l'équipe du 19/20
Passé par plusieurs radios locales de Radio France (Strasbourg, Besançon, Brest, Auxerre, Melun, Guéret, etc.), il est arrivé sur France Info en 1992.
Depuis septembre 1999, il est rédacteur en chef adjoint à France Info. Présentateur du 17/20 pendant dix ans puis en tandem avec Catherine Pottier, puis du 12/14 entre 2009 et septembre 2013, avec notamment l'utilisation de Twitter pour échanger en direct avec les auditeurs. Il a ensuite animé l'émission Rencontre avec, un entretien en longueur avec une personnalité (culture, philosophie, science, arts).
Depuis la rentrée 2016, les auditeurs de France info l'entendent le week-end de 14h à 17h. Par ailleurs, il est producteur du module L'Histoire à la Carte avec Thierry Marx, et de la séquence L'Invité Culture.

## Télévision
Bernard Thomasson a été l'un des présentateurs de La Chaîne météo, chaîne de télévision française d'informations météorologiques en continu, à sa création en 1995, et pendant treize ans.

## Littérature
Son roman Ma petite Française (2011) porte un regard sur Berlin à l'époque du Mur dans les années 1970 et au moment des vingt ans de sa chute en 2009.
Un été sans alcool (2014) replonge dans la Résistance. Ce roman a obtenu le Prix Arverne 2015 et le Prix national de l'Audiolecture 2016. 
Chez Flammarion, il a publié un roman, 42 km 195 (2015), l'histoire d'un homme au cœur fragile qui s'élance pour son premier marathon, à Paris.
Les fantômes du 3e étage est publié en 2017.
Bernard Thomasson est président du jury du Prix des Écrivains Gastronomes, membre du jury du Prix Méditerranée (poésie et roman), membre du jury du Prix Arverne, et membre du jury du Prix Chadourne.
En 2019 il est le président de la 14e édition du Prix Jeune Mousquetaire, à Nogaro dans le Gers.

## Publications
- Je voulais vous donner des nouvelles (nouvelles, Odile Jacob 2009)  (ISBN 2738123449).
- Ma petite Française[2],[3](roman, Seuil 2011)  (ISBN 2021050564)
- Guide de voyage météo, avec Louis Bodin (Odile Jacob 2013)  (ISBN 9782738127167)
- Un été sans alcool (roman, Seuil 2014)  (ISBN 978-2021167658)
- 42 km 195 (roman, Flammarion 2015, Audible 2016)  (ISBN 978-2-08-135370-1)
- L'histoire à la carte, avec Thierry Marx (beau livre, La Martinière 2015)  (ISBN 978-2732474205). Prix des Écrivains Gastronomes 2016.
- Les fantômes du 3e étage (roman, Seuil 2017)  (ISBN 978-2021353501)
- Chefs à la carte, avec Thierry Marx (Seuil 2018)) :
- Le Fil du temps (nouvelles, MM2M 2019)  (ISBN 978-2-9500450-0-3)
- Mon Berlin (récit, MM2M 2019)  (ISBN 979-1022797870)
- Dictionnaire amoureux de la Maison de la Radio et de la Musique (essai, éditions Plon, 10-2023)  (ISBN 9782259316149)